# 屏遮那車站
屏遮那車站位於台灣嘉義縣阿里山鄉，為農業部林業及自然保育署阿里山林業鐵路阿里山線之鐵路車站。

## 車站構造
- 被八八風災摧毀前曾為折返式車站。

## 利用狀況
- 因受八八風災影響及46號隧道改線，2024年7月6日改為閉塞管制點不再停靠正班車。

## 歷史
- 1912年12月25日 設立「平遮那驛」。
- 1965年6月1日 - 更名為屏遮那[2]。

## 外部連結
- 屏遮那車站（阿里山林業鐵路） （页面存档备份，存于）
- 【時光土場】林鐵本線的最後難關：屏遮那探險記 （页面存档备份，存于）

23°30′40″N 120°46′50″E / 23.51111°N 120.78056°E